# Hugh Denison
Pour les articles homonymes, voir Dixson et Denison.
Sir Hugh Robert Denison (né le 11 novembre 1865 à Forbes et mort le 25 novembre 1940), à l'origine Hugh Robert Dixson, est un homme d'affaires, parlementaire et philanthrope australien.

## Biographie
Il est membre de l'Assemblée d'Australie-Méridionale de 1901 à 1905, représentant les districts de North Adelaide (1901-1902) et d'Adelaide (1902-1905).
En dehors de la politique, il est impliqué dans l'entreprise de tabac de sa famille, précurseur de la British-Australasian Tobacco Company (en), et dans un certain nombre de journaux. Il fonde le réseau de radio Macquarie Broadcasting Services Pty Ltd, future Nine Radio (en).
Il change son nom de famille en 1907 pour éviter toute confusion avec son oncle Sir Hugh Dixson (en).

## Postérité
Le cap Denison en Antarctique est nommé en son honneur, reconnaissant sa contribution substantielle à l'expédition antarctique australasienne de Douglas Mawson et à la fourniture de la majorité de l'équipement de télégraphie sans fil de l'expédition qui est déployé au cap Denison (le camp de base) et l'île Macquarie.